# 我的另類羅曼史
我的另類羅曼史（英語：My Chemical Romance，簡稱MCR）是一組來自美國紐澤西的摇滚樂團，成立於2001年，解散於2013年，后于2019年10月31日宣布回归。在乐队的大部分时间，乐队由傑洛德·威（主唱）、麥基·威（貝斯手）、法蘭克·伊羅（節奏吉他）、雷·托羅（主吉他手）和鮑伯·布萊亞（鼓手）五人組成。樂團成員大多來自紐澤西，只有鼓手鮑伯·布萊亞來自芝加哥。樂團的名稱是貝斯手麥基·威從歐文·威爾許的著作《狂喜：三個化學浪漫故事》書名取得靈感。
在乐队成立后不久即与眼球唱片签约，并在2002年发布了他们的第一部专辑《我為你帶來了我的子彈，你為我帶來了你的愛》。2003年乐队与重演唱片签约，2004年发布专辑《甜蜜的复仇》。《甜蜜的复仇》在销量获得一定成功，在其发布一年多后被认定为白金唱片。2006年，乐队发布了专辑《黑暗行軍》，并获得了较大的成功。总的来说，这部专辑受到了音乐评论家称赞。2010年乐队发布了专辑《危險時刻：超殺的真實人生》，此专辑亦获得了积极的评价。乐队的最后发布的作品是一系列的单曲，总共用了5个月发布，收录在合集《常規武器》中。乐队在《常规武器》完全发布结束后一个月宣布解散。2014年乐队发布了一个热门歌曲合集《勇者無懼》。2019年10月31日萬聖節當天宣布回歸。

## 樂團傳記

### 早期發展和《我為你帶來了我的子彈，你為我帶來了你的愛》（2001年～2002年）
主唱杰洛德·威和前鼓手麥特·佩利西耶（Matt Pelissier）在911事件後的一個禮拜左右成立了樂團。杰洛德親眼見到飛機撞擊世界貿易中心，這個經驗讓他決定要組成樂團。杰洛德寫了一首歌《天際線與旋轉門》（Skylines and Turnstiles），表達他對911事件的感受。不久之後，杰洛德邀請主吉他手瑞伊·托羅加入樂團，因為杰洛德認為自己雖然會唱歌，但吉他的演奏能力不如托羅。
樂團第一次的錄音在麥特家中的閣樓進行，錄製了兩首歌曲，分別是《七苦圣母》（Our Lady of Sorrows）[後來改名為《拿来更多匕首》（Bring More Knives）]和《小室》（Cubicles）。杰洛德的弟弟米基·威在非常喜歡這兩首歌的試聽帶，因此決定去學習彈奏貝斯，並加入樂團。
之後，我的另類羅曼史被眼球唱片簽下，並和彭西衝鋒隊與星期四樂團一起共用練團室。他們也是在這裡遇見彭西衝鋒隊樂團的主唱兼吉他手—[[法蘭克·伊羅|法蘭克·伊羅]]。在彭西衝鋒隊於2001年或2002年解散後，法蘭克成為我的另類羅曼史的吉他手，剛好就在他們的首張專輯開始錄音的前一天。
樂團組成的三個月後，他們錄製了首張專輯《我為你帶來了我的子彈，你為我帶來了你的愛》，於2002年由眼球唱片發行。雖然是在開始錄音的前幾天才加入樂團，但法蘭克·伊羅負責專輯中兩首歌曲的演奏，其中之一為《门罗维尔的早早日落》（Early Sunsets Over Monroeville）。

### 進軍主流和《甜蜜的复仇》（2003年～2006年）
在2003年，樂團和重演唱片簽約。他們隨著七級煉獄進行巡迴演出，並開始籌備第二張專輯《甜蜜的復仇》。這張專輯於2004年發行，並在該年度內達到白金唱片的銷售量（超過一百萬張）。在這張專輯中他們發行了四張單曲：《我不好（我保證）》、《謝謝你的毒液》、《海倫娜》和《你的靈魂》。
樂團在2004年8月於日本演出後，新的鼓手鮑伯·布萊亞取代了原本的麥特·佩利西耶。佩利西耶之所以離開樂團，是因為和樂團成員托羅之間的協議，或是在現場演出時失誤。
2005年開始，樂團直接參與第一次的「混沌的滋味」演唱活動，並且擔任年輕歲月《美國大白痴》巡迴演唱會的開場來賓。之後我的另類羅曼史也展開了自己的美國巡迴演出。
在同一年，我的另類羅曼史和二手貨樂團合作，共同錄製了向皇后合唱團以及大衛·鮑伊致敬的經典單曲《壓力之下》，在iTunes和其他網路音樂商店中發售。
在2006年3月21日，包含兩片DVD及一片CD的套裝專輯《兇案現場日誌》發行。第一片DVD中收錄了樂團的歷史記錄，第二片則收錄了音樂錄影帶、拍攝製作過程，以及多場現場演出片段。此外在2006年6月27日，一張未經授權的傳記DVD《Things That Make You Go MMM!》發行。這片DVD實際上並未收錄任何關於我的另類羅曼史的音樂或表演，而是幾段專訪，訪問的對象是在該樂團成名以前就認識他們的人。

### 《黑暗行軍》（2006年～2009年）
我的另類羅曼史在2006年4月10日開始錄製他們的新專輯，並與曾擔任年輕歲月多張專輯製作人的羅布·卡弗洛一起合作。

我的另類羅曼史標誌

專輯的名稱原本被認為是《我的另類羅曼史之起落》（The Rise and Fall of My Chemical Romance），不過在《Kerrang!》的專訪中傑洛德表示，這只是專輯的製作代稱，他說「這絕對不是專輯的名稱，只是開玩笑的而已」。
在2006年8月23日，《黑暗行軍》專輯中的兩支單曲《歡迎光臨黑暗行軍》和《最後遺言》的音樂綠影帶拍攝完成，預計在2007年1月22日推出。音樂錄影帶的導演是山繆·拜爾，他曾指導過超脫樂團《彷彿青春氣息》和年輕歲月《美國大白痴》兩支音樂錄影帶。
在拍攝《最後遺言》音樂錄影帶期間，主唱傑洛德和鼓手巴柏受了傷。傑洛德的腳踝韌帶斷裂，這是由於法蘭克·伊羅在拍攝中途撲到傑洛德身上並把他推倒引致。而巴柏的腿被火焰灼傷，其後更受到葡萄球菌的感染，需要住院接受觀察。兩人的受傷讓樂團取消了好幾場演出。有許多的報導指出這些傷害是因為車禍造成，而根據樂團在MySpace網站的官方聲明，他們是在音樂錄影帶拍攝現場受的傷。
專輯《黑暗行軍》分別於2006年10月23日和24日在英國及美國發行。

### 《危險時刻：超殺的真實人生》（2009年～2011年）
2009年2月1日，我的另类罗曼史发布了一个名为《荒芜小巷》（Desolation Row）的新单曲（为鲍勃·迪伦歌曲的翻唱），作为同年电影《守望者》的片尾曲。
2009年5月27日，乐队的网站宣布将在接下来的几周内与制作人Brendan O'Brien在录音室录制他们的第四张专辑。Gerard Way形容他的目标是做一张摇滚专辑，这张专辑将会“充满仇恨”、不那么戏剧化，并希望捕捉现场演出中“车库摇滚的感觉和更多的能量”。
2010年9月，专辑的先导影片出现在乐队YouTube页面；专辑的名称公布为《危險時刻：扫兴侠的真實人生》（Danger Days: The True Lives Of The Fabulous Killjoys）。9月22日，乐队在Zane Lowe主持的BBC Radio 1节目和洛杉矶的KROQ-FM电台首播了他们的歌曲《Na Na Na (Na Na Na Na)》。专辑最终于2010年11月22日发行。
鼓手Bob Bryar于2010年3月3日离开乐队。Michael Pedicone在年底加入乐队，并取代他成为乐队鼓手。但他因为涉嫌盗窃于2011年9月2日被乐队开除，并由贾罗德·亚历山大代替。

### 《常规武器》和解散（2011年～2013年）
樂隊於2013年3月22日宣佈解散，結束12年的生涯。

### 樂團重組（2019年～今）
2019年10月31日，我的另類羅曼史在Instagram宣布將在12月20日於洛杉磯重组。

## 樂團成員
現任成員
- 杰洛德·威（Gerard Way）— 主唱 (2001–)
- 瑞伊·托羅（Ray Toro）— 主音吉他、和聲 (2001–)；節奏吉他 (2001–2002)
- 麥基·威（Mikey Way）— 低音吉他 (2001–)
- 法蘭克·伊羅（Frank Iero）— 節奏吉他、和聲 (2002–)

已離開成員
- 麥特·佩利西耶（Matt Pelissier）— 鼓、打擊樂器 (2001–2004)
- 鮑伯·布萊亞（Bob Bryar）— 鼓、打擊樂器 (2004–2010)
- 詹姆斯·德維斯（James Dewees） — 鍵盤、打擊樂器、和聲 (2012–2013; touring 2007–2012)

## 音樂作品

### 專輯
錄音室專輯
| 標題                                         | 發行日期／廠牌                                             | 排行榜 | 排行榜 | 銷售認證 |
| 標題                                         | 發行日期／廠牌                                             | 美國   | 英國   | 銷售認證 |
| -------------------------------------------- | ---------------------------------------------------------- | ------ | ------ | --- |
| 《我為你帶來了我的子彈，你為我帶來了你的愛》 | 2002年6月23日 Eyeball Records                              | -      | 129    | - BPI: 金唱片 |
| 《甜蜜的复仇》                               | 2004年6月8日／2005年1月7日（台） Reprise Records, 華納音樂 | 28     | 34     | - RIAA: 3× 白金唱片 - ARIA: 金唱片 - BPI: 白金唱片 - IRMA: 金唱片 - MC: 白金唱片 - RMNZ: 金唱片                           |
| 《黑暗行軍》                                 | 2006年10月23日／10月27日（台） Reprise Records, 華納音樂   | 2      | 2      | - RIAA: 3× 白金唱片 - ARIA: 白金唱片 - BPI: 3× 白金唱片 - IRMA: 白金唱片 - MC: 白金唱片 - RIAJ: 白金唱片 - RMNZ: 白金唱片 |
| 《危險時刻：超殺的真實人生》                 | 2010年11月19日／11月23日（台） Reprise Records, 華納音樂   | 8      | 14     | - RIAA: 金唱片 - BPI: 金唱片 - IRMA: 金唱片 - RMNZ: 金唱片                                                                |

現場影音專輯
| 標題             | 發行日期／廠牌                                         | 排行榜 | 排行榜 | 銷售認證                                          |
| 標題             | 發行日期／廠牌                                         | 美國   | 英國   | 銷售認證                                          |
| ---------------- | ------------------------------------------------------ | ------ | ------ | ------------------------------------------------- |
| 《兇案現場日誌》 | 2006年3月21日／5月12日（台） Reprise Records, 華納音樂 | 30     | 53     | - BPI: 銀唱片（專輯） - RIAA: 2× 白金唱片（影碟） |
| 《黑暗行軍已死》 | 2008年6月30日 Reprise Records, 華納音樂                | 22     | 12     | - BPI: 銀唱片（專輯） - RIAA: 金唱片（影碟）      |

合輯
| 標題                  | 發行日期／廠牌                          | 排行榜 | 排行榜 | 銷售認證      |
| 標題                  | 發行日期／廠牌                          | 美國   | 英國   | 銷售認證      |
| --------------------- | --------------------------------------- | ------ | ------ | ------------- |
| 《常規武器》          | 2013年2月5日 Reprise Records, 華納音樂  | -      | -      |               |
| 《勇者無懼》          | 2014年3月25日 Reprise Records, 華納音樂 | 9      | 15     | - BPI: 金唱片 |
| 《黑暗行軍/與鬼共舞》 | 2016年9月23日 Reprise Records, 華納音樂 | -      | 11     |               |

### 單曲
| 曲名                                                  | 年份 | 排行榜 | 排行榜 | 收錄專輯                                             |
| 曲名                                                  | 年份 | 美國   | 英國   | 收錄專輯                                             |
| ----------------------------------------------------- | ---- | ------ | ------ | ---------------------------------------------------- |
| Vampires Will Never Hurt You                          | 2002 | -      | -      | I Brought You My Bullets, You Brought Me Your Love   |
| Honey, This Mirror Isn't Big Enough for the Two of Us | 2003 | -      | 182    | I Brought You My Bullets, You Brought Me Your Love   |
| Headfirst for Halos                                   | 2004 | -      | 80     | I Brought You My Bullets, You Brought Me Your Love   |
| I'm Not Okay (I Promise)                              | 2004 | 86     | 19     | Three Cheers for Sweet Revenge                       |
| Thank You for the Venom                               | 2004 | -      | 71     | Three Cheers for Sweet Revenge                       |
| Helena                                                | 2005 | 33     | 20     | Three Cheers for Sweet Revenge                       |
| Under Pressure（與The Used）                          | 2005 | 41     | -      | In Love and Death（The Used 專輯）                   |
| The Ghost Of You                                      | 2005 | 84     | 27     | Three Cheers for Sweet Revenge                       |
| Welcome to the Black Parade 歡迎光臨黑暗行軍          | 2006 | 9      | 1 (2)  | The Black Parade                                     |
| Famous Last Words 離別宣言                            | 2007 | 88     | 8      | The Black Parade                                     |
| I Don't Love You                                      | 2007 | -      | 13     | The Black Parade                                     |
| Teenagers                                             | 2007 | 67     | 9      | The Black Parade                                     |
| Desolation Row                                        | 2009 | -      | -      | Watchmen: Music from the Motion Picture              |
| Na Na Na (Na Na Na Na Na Na Na Na Na)                 | 2010 | 77     | 31     | Danger Days: The True Lives of the Fabulous Killjoys |
| The Only Hope for Me Is You                           | 2010 | -      | -      | Danger Days: The True Lives of the Fabulous Killjoys |
| Sing                                                  | 2010 | 58     | 50     | Danger Days: The True Lives of the Fabulous Killjoys |
| Planetary (Go!)                                       | 2011 | -      | 151    | Danger Days: The True Lives of the Fabulous Killjoys |
| Bulletproof Heart                                     | 2011 | -      | -      | Danger Days: The True Lives of the Fabulous Killjoys |
| The Kids from Yesterday                               | 2012 | -      | -      | Danger Days: The True Lives of the Fabulous Killjoys |
| Boy Division / Tomorrow's Money                       | 2012 | -      | 76     | Conventional Weapons                                 |
| Ambulance / Gun.                                      | 2012 | -      | 173    | Conventional Weapons                                 |
| The World Is Ugly / The Light Behind Your Eyes        | 2012 | -      | 113    | Conventional Weapons                                 |
| Kiss the Ring / Make Room!                            | 2013 | -      | 111    | Conventional Weapons                                 |
| Surrender the Night / Burn Bright                     | 2013 | -      | 103    | Conventional Weapons                                 |
| Fake Your Death                                       | 2014 | -      | 63     | May Death Never Stop You                             |
| The Foundations of Decay                              | 2022 | -      | 37     |                                                      |

## 外部連結
- 官方网站
- 我的另類羅曼史在Allmusic上的頁面
- 我的另類羅曼史的Discogs页面 （英文）
- 我的另類羅曼史在MusicBrainz上的頁面（英文）
- 我的另類羅曼史在互联网电影资料库（IMDb）上的資料（英文）